# Saison 2016-2017 du Torino FC
Cette rubrique rassemble des données concernant le Turin Club de Football en compétitions officielles de la saison 2016-2017.

## Saison
Le 27 juillet au matin, au stade National de Jamora de Lisbonne, a été découverte une plaque en mémoire du dernier match du Grande Torino, qui eut lieu dans le stade portugais le jour avant la tragédie de Superga. Dans la soirée, dans le plus récent estádio da Luz, le « Toro »a gagné aux tirs de buts contre le Benfica et a remporté l'édition 2016 de la Coupe Eusébio.

## Avant-saison

### Mercato d'été(du1erjuillet au 31 août)
| Nom                   | Nationalité | Poste     | Transfert       | Provenance/Destination | Division         |
| --------------------- | ----------- | --------- | --------------- | ---------------------- | ---------------- |
| Arrivées              |             |           |                 |                        |                  |
| Lucas Boyé            | Argentine   | Attaquant | Transfert       | Newell's Old Boys      | Primera División |
| Adem Ljajić           | Serbie      | Milieu    | Transfert       | AS Roma                | Serie A          |
| Saša Lukić            | Serbie      | Milieu    | Transfert       | FK Partizan Belgrade   | Jelen SuperLiga  |
| Panagiótis Tachtsídis | Grèce       | Milieu    | Transfert       | Genoa CFC              | Serie A          |
| Samuel Gustafson      | Suède       | Milieu    | Transfert       | BK Häcken              | Allsvenskan      |
| Luca Rossettini       | Italie      | Défenseur | Transfert       | Bologna FC 1909        | Serie A          |
| Lorenzo De Silvestri  | Italie      | Défenseur | Transfert       | UC Sampdoria           | Serie A          |
| Arlind Ajeti          | Albanie     | Défenseur | Libre           | Frosinone Calcio       | Serie A          |
| Leandro Castán        | Brésil      | Défenseur | Prêt avec OA    | AS Roma                | Serie A          |
| Joe Hart              | Angleterre  | Gardien   | Prêt sans OA    | Manchester City        | Premier League   |
| Iago Falque           | Espagne     | Attaquant | Prêt (OA levée) | AS Roma                | Serie A          |
| Départs               |             |           |                 |                        |                  |
| Lys Gomis             | Sénégal     | Gardien   | Transfert       | US Lecce               | Serie B          |
| Kamil Glik            | Pologne     | Défenseur | Transfert       | AS Monaco              | Ligue 1          |
| Alessandro Gazzi      | Italie      | Milieu    | Transfert       | US Città di Palermo    | Serie A          |
| Vittorio Parigini     | Italie      | Milieu    | Prêt            | AC ChievoVerona        | Serie A          |
| Marco Chiosa          | Italie      | Défenseur | Prêt            | AC Perugia Calcio      | Serie B          |
| Lorenzo Carissoni     | Italie      | Défenseur | Prêt            | Trapani Calcio         | Serie B          |
| Bruno Peres           | Brésil      | Défenseur | Prêt            | AS Roma                | Serie A          |
| Gastón Silva          | Uruguay     | Défenseur | Prêt            | Grenade CF             | Liga             |

### Mercato d'hiver(du1erjanvier au 31 janvier)
| Nom            | Nationalité | Poste     | Transfert    | Provenance/Destination | Division          |
| -------------- | ----------- | --------- | ------------ | ---------------------- | ----------------- |
| Arrivées       |             |           |              |                        |                   |
| Carlão         | Brésil      | Défenseur | Transfert    | APOEL Nicosie          | Cyta Championship |
| Juan Iturbe    | Paraguay    | Attaquant | Prêt avec OA | A.S. Roma              | Serie A           |
| Départs        |             |           |              |                        |                   |
| Cesare Bovo    | Italie      | Défenseur | Transfert    | Delfino Pescara 1936   | Serie A           |
| Josef Martínez | Venezuela   | Attaquant | Prêt avec OA | Atlanta United FC      | MLS               |

## Note
1. ↑  Torino, celebrati gli Invincibili con una targa a Lisbona
2. ↑  Eusebio Cup: il Torino batte il Benfica ai rigori.
3. ↑  « Prima squadra serie A », sur torinofc.it (consulté le 9 août 2016)
4. ↑  Seule la nationalité sportive est indiquée. Un joueur peut avoir plusieurs nationalités mais n'a le droit de jouer que pour une seule sélection nationale.
5. ↑  Seule la sélection la plus importante est indiquée.